# Apolysis elegans
Apolysis elegans är en tvåvingeart som först beskrevs av Hesse 1938.  Apolysis elegans ingår i släktet Apolysis och familjen svävflugor.
Artens utbredningsområde är Namibia. Inga underarter finns listade i Catalogue of Life.